# The Sneaker
The Sneaker (ザ・スニーカー?, Za Sunīkā) è stato un magazine giapponese di light novel pubblicato da Kadokawa Shoten tra il 1993 e il 2011, dedicata ai giovani adulti maschi. Sulla rivista sono state serializzate diverse light novel popolari, tra cui le serie Haruhi Suzumiya e Trinity Blood, e l'adattamento in forma di romanzo della serie anime Code Geass.